# Ogólnopolski Festiwal Pieśni o Morzu
Ogólnopolski Festiwal Pieśni o Morzu – festiwal chóralny w Wejherowie odbywający się od 1966 roku. Obecnie odbywa się co dwa lata. W konkursie uczestniczyć mogą wyłącznie amatorskie zespoły chóralne z Polski.

## Historia
Festiwal po raz pierwszy zorganizowano 29 maja 1966 roku. Początkowo konkurs był organizowany w amfiteatrze Parku Miejskiego im. Aleksandra Majkowskiego, a potem przeniesiono go do kościoła św. Stanisława Kostki. Od pierwszej edycji festiwal odbywał się co dwa lata. Inicjatorami byli Jerzy Kiedrowski i Mieczyslaw Baran. 
O ile w 2000 roku budżet wynosił 90, w 2002 zmniejszono go do 30 tysięcy. Festiwal odbył się, ale bez części konkursowej. Wystąpiło 10 chórów, w tym 5 miejscowych. W 2017 roku wprowadzono zmiany w regulaminie. Organizatorzy zrezygnowali z prezentacji utworu obowiązkowego oraz zezwolili na udział w konkursie chórów parafialnych i działających przy instytucjach.

## Cele
- Upowszechnianie wartościowych artystycznie i ideowo utworów o tematyce marynistycznej i kaszubskiej, sławiących trud ludzi morza, nawiązujących do tradycji polskiej myśli marynistycznej
- Popularyzowanie polskiej i zagranicznej twórczości chóralnej różnych epok
- Zainteresowanie środowiska kompozytorów tematyką  marynistyczną
- Rozwój współpracy międzynarodowej oraz popularyzowanie twórczości muzycznej krajów nadbałtyckich poprzez prezentację zespołów zagranicznych
- Prezentacja osiągnięć amatorskiego ruchu artystycznego

## Organizatorzy
- Prezydent Miasta Wejherowa[6]
- Wejherowskie Centrum Kultury[6]
- Akademia Muzyczna im. St. Moniuszki w Gdańsku[6]
- Gdański Oddział Polskiego Związku Chórów i Orkiestr[6]
- Stowarzyszenie Miłośników Muzyki w Wejherowie

## Grand-Prix (statuetka Złocistego Żagla)
- 2022: "Szczygiełki" z Poniatowa[7]
- 2019: Cantores Veiherovienses[8]
- 2017: sekstet wokalny muzyki współczesnej proModern Contemporary vocal sextet z Warszawy[9]
- 2015: chór Canto z Włocławka[10]
- 2008: Chór Akademii Morskiej w Szczecinie, dyr. Sylwia Fabiańczyk-Makuch[11]
- 2006: Chór dziewczęcy „Puellae Cantantes” Ogólnokształcącej Szkoły Muzycznej I i II st. we Wrocławiu pod dyrekcją Grażyny Rogala - Szczerek[12]
- 2004: Akademicki chór Uniwersytetu Gdańskiego z Gdańska, dyr. M. Tomczak[13]
- 2002: nagrody nie przyznano[4]
- 2000: Chór żeński „Gaudium Per Canto” Akademii Muzycznej z Gdańska, dyr. A. Fiebig
- 1997: Chór mieszany Cantores Veiherowienses z Wejherowa, dyr. M. Rocławski
- 1972: w kategorii zespołów i chórów szkolnych: chór szkoły podstawowej w Luzinie kierowany przez Mieczysława. Barana,  w przeglądzie amatorskich zespołów wokalno-instrumentalnych i solistów amatorów: męski zespół wokalny „Wiarusy” ze Słupska i zespół wokalno-instrumentalny „Qvedino” pod kierownictwem Józefa Mierzejewskiego przy Międzyspółdzielnianym Klubie w Kwidzynie,  w grupie amatorskich zespołów chóralnych: nauczycielski chór mieszany przy Oddziale Powiatowym ZNP w Lęborku (kierownik Juliusiz Mowiński), chór męski „Moniuszko” przy radzie zakładowej DOKP w Gdańsku (dyrygent Tadeusz Jakubowski) i występujący gościnnie w Wejherowie chór męski „Szabadsag” z Budapesztu (dyrygent Imre Timar)[2]